# Romain Lucazeau

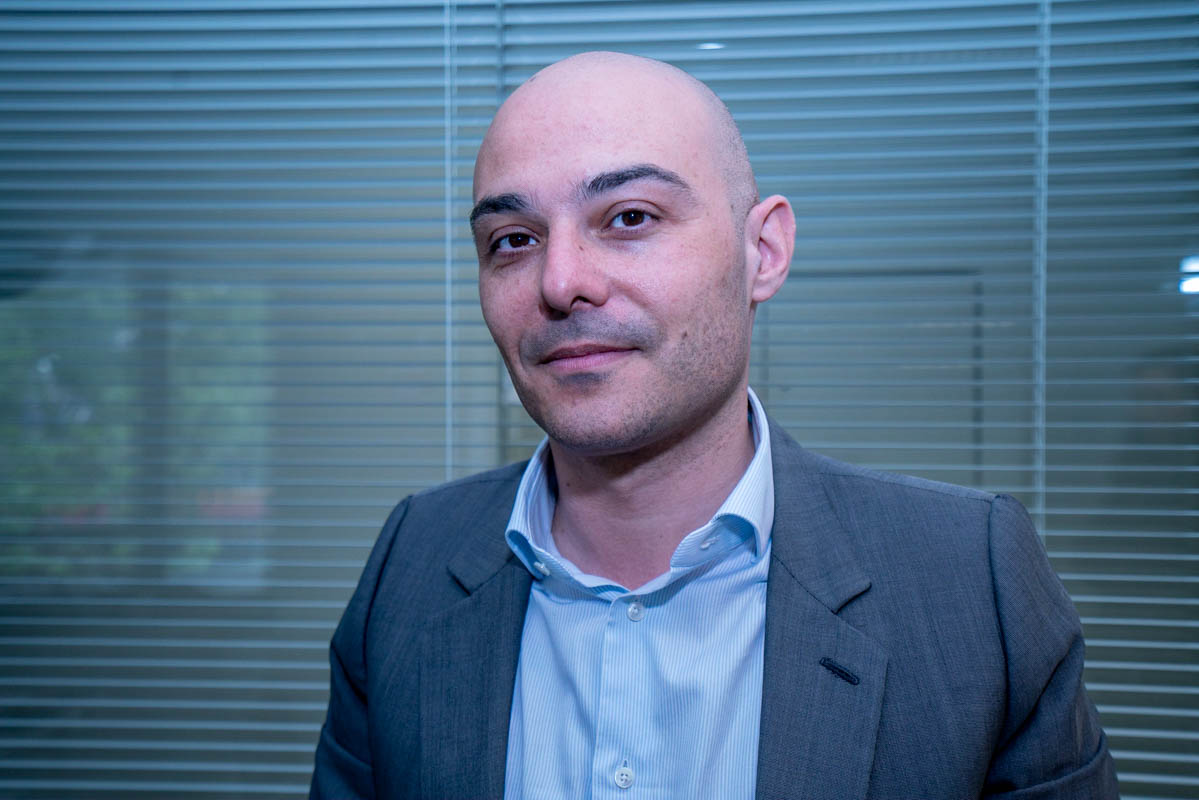
Romain Lucazeau

Romain Lucazeau (geboren am 21. Juni 1981 in Aix-en-Provence) ist ein französischer Science-Fiction-Autor und Wirtschaftsberater.

## Leben
Lucazeau studierte an der École normale supérieure in Paris und erwarb einen MBA des Collège des ingénieurs. Er war Dozent für politische Wissenschaft an der Sciences Po und der Universität Paris-Sorbonne (Paris IV). Danach arbeitete er für eine Beraterfirma in Paris und Casablanca und bei dem französischen Think-Tank Institut de l'Entreprise. Seit 2014 arbeitet er für die Unternehmensberatung Roland Berger.
2008 begann Lucazeau eine Reihe von Science-Fiction-Kurzgeschichten zu veröffentlichen, die mehrfach ausgezeichnet wurden.
2016 erschien sein Roman Latium, eine Space Opera in zwei Bänden, die 2017 mit dem Grand Prix de l’Imaginaire ausgezeichnet wurde.

## Auszeichnungen
- 2008: Prix Visions du Futur für die Erzählung Ascension cosmique
- 2009: Prix Zone franche für die Erzählung La Femme, les cigarettes et le vaisseau spatial
- 2010: Prix Imaginales für die Erzählung Les Sept Derniers Païens
- 2017: Grand Prix de l’Imaginaire für den Roman Latium (Band 1 und 2)

## Bibliografie
Romane
- Latium I (2016)
- Latium II (2016)

Kurzgeschichten
- La Femme, les cigarettes et le vaisseau spatial (2008)
- L'Effet Teletubbies (2008)
- Hors du voile (2008)
- Quatre étoiles au firmament (2008)
- Ascension cosmique (2009)
- Les Sept Derniers Païens (2009)
- Quatre étoile au firmament (2009)
- La Dernière Fête avant l'oubli (2010)
- Le Vieux Jardinier des pierres (2010)
- La Troisième Dimension (2011)
- De si tendres adieux (2016)